# Linford
Linford – wieś w Anglii, w hrabstwie Essex, w dystrykcie (unitary authority) Thurrock. Leży 4,5 km od miasta Tilbury. W 2016 miejscowość liczyła 847 mieszkańców.